# Grande Loja Unida da Inglaterra
A Grande Loja Unida da Inglaterra (em inglês, United Grand Lodge of England) é o corpo diretivo da Maçonaria na Inglaterra e em País de Gales, embora tenha Lojas jurisdicionadas em outros países, em especial membros da Commonwealth. É a principal Obediência Maçônica do mundo, sendo a mais antiga Potência em atividade. Surgiu após a união das duas Potências divergentes na Inglaterra, a Grande Loja dos Antigos e a Grande Loja dos Modernos. O seu reconhecimento a uma Obediência estrangeira permite que esta seja reconhecida por outras Obediências mundo afora.
Atualmente, congrega mais de 200 mil maçons que se reúnem em cerca de 7 mil Lojas espalhadas pelo país.

## Modernos e Antigos na Maçonaria Inglesa
Antes de 1717, havia lojas maçônicas na Inglaterra, Escócia e Irlanda, com a mais antiga admissão conhecida de maçons não-operatórios sendo na Escócia. No dia de São João, 24 de junho de 1717, três lojas londrinas e uma loja de Westminster realizaram um jantar conjunto na cervejaria Goose and Gridiron, no St. Paul's Churchyard, elegeram Anthony Sayer para a cadeira como Grão-Mestre, e a nominaram como a Grande Loja de Londres e Westminster.
Em 1718, Sayer foi sucedido por George Payne, um funcionário público de sucesso. A sociedade passou então aos cuidados de John Theophilus Desaguliers, um cientista e clérigo, depois de volta a Payne. Em 1721, a Grande Loja conseguiu obter um nobre, o Duque de Montagu para presidir como Grão-Mestre, e assim foi capaz de estabelecer-se como um órgão regulador autorizado, e começou a se reunir trimestralmente. Isso resultou em lojas fora de Londres tornando-se afiliadas, aceitando mandados numerados sequencialmente conferindo antiguidade a candidatos posteriores.
Em 1723, por autoridade da Grande Loja, James Anderson publicou as Constituições da Maçonaria com a finalidade de regulamentar a nave e estabelecer a autoridade da Grande Loja para garantir que as Lojas se reunissem. O livro inclui uma história fantasiosa da Arte, que contém muito material interessante.
Ao longo dos primeiros anos da nova Grande Loja, havia muitos maçons e lojas que nunca se afiliaram à nova Grande Loja. Estes maçons não afiliados e suas Lojas foram referidos como "Antigos Maçons", ou "São João Maçons", e "St. John Lodges".
Durante as décadas de 1730 e 1740, a antipatia aumentou entre a Grande Loja de Londres e as Grandes Lojas da Irlanda e da Escócia. Os maçons irlandeses e escoceses que visitavam e moravam em Londres consideravam que a Grande Loja de Londres havia se desviado substancialmente das antigas práticas da Arte. Como resultado, esses maçons sentiram um parentesco mais forte com as lojas londrinas não filiadas. A natureza aristocrática da Grande Loja de Londres e seus membros alienaram outros maçons, fazendo com que eles também se identificassem com as Lojas não afiliadas.
Em 17 de julho de 1751, representantes de cinco Lojas reuniram-se na Taverna de Turk's Head, na Greek Street, em Soho, Londres, e formaram uma Grande Loja rival - "A Grande Loja da Inglaterra de acordo com as Antigas Instituições". Eles consideraram que eles praticavam uma forma mais antiga e, portanto, mais pura da Maçonaria, e chamaram sua Grande Loja de "Grande Loja dos Antigos". Eles chamaram aqueles afiliados à Grande Loja Premier, pelo epíteto pejorativo "Modernos". Esses dois nomes não oficiais acabaram se afirmando.
A criação de lojas seguiu o desenvolvimento do Império, com todas as três Grandes Lojas residenciais garantindo as Lojas ao redor do mundo, incluindo as Américas, Índia e África, a partir da década de 1730.

## Formação da Grande Loja Unida da Inglaterra

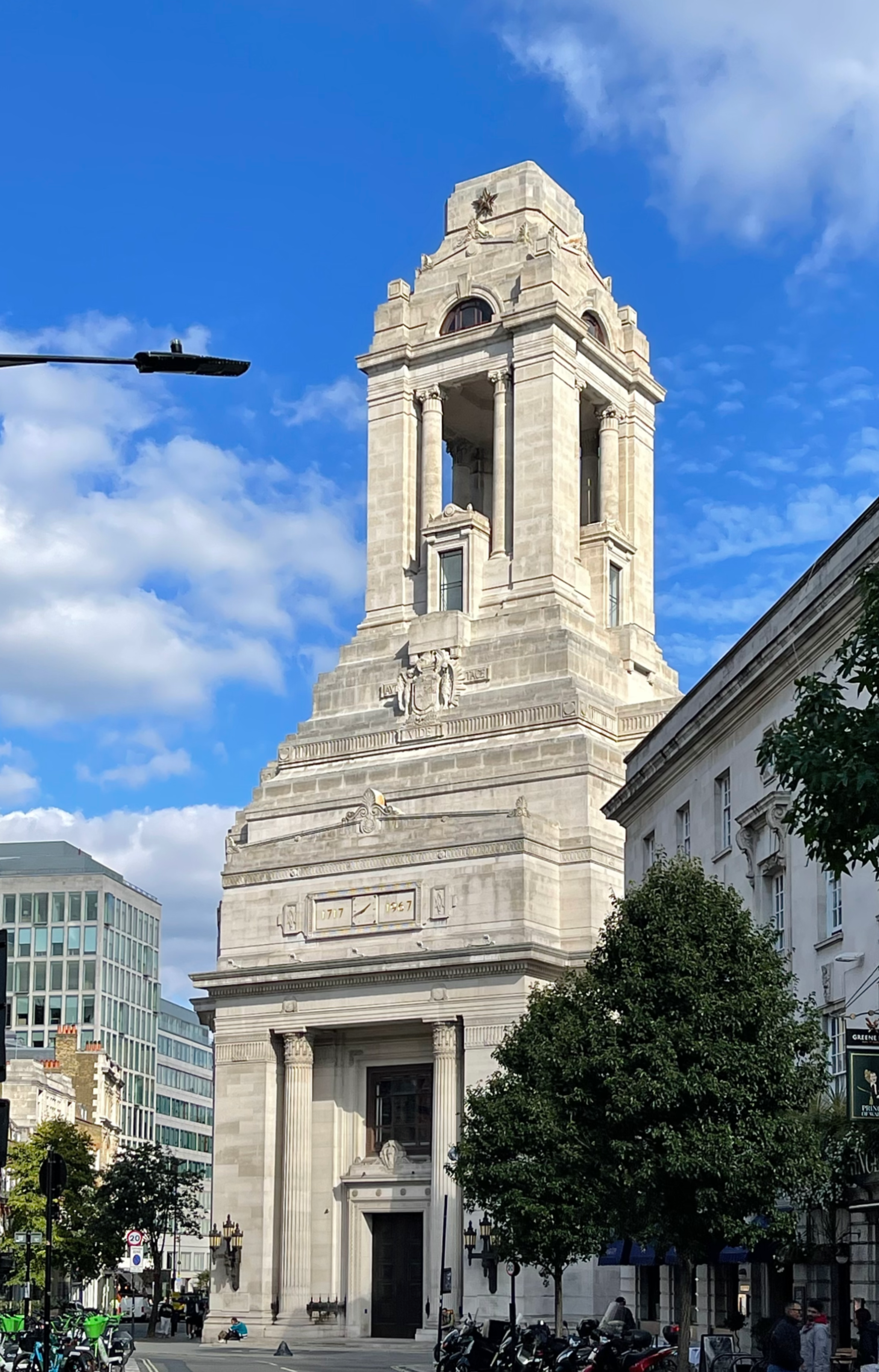
Freemasons' Hall, em Londres, é o edifício-sede da United Grand Lodge of England

Em 1809, os Modernos nomearam uma "Loja de Promulgação" para devolver o seu próprio ritual à regularidade com a Escócia, a Irlanda e especialmente os Antigos. Em 1811, as duas Grandes Lojas nomearam Comissários e nos dois anos seguintes, os artigos da União foram negociados e acordados. Em janeiro de 1813, o duque de Sussex tornou-se Grão-Mestre dos Modernos sobre a renúncia de seu irmão, o príncipe regente, e em dezembro daquele ano outro irmão, duque de Kent tornou-se Grão-Mestre dos Antigos. Em 27 de dezembro de 1813, a Grande Loja Unida da Inglaterra (UGLE) foi constituída no Salão dos Maçons, em Londres, com o Duque de Sussex (filho mais novo do rei George III) como Grão-Mestre. Uma Loja de Reconciliação foi formada para reconciliar os rituais trabalhados sob as duas antigas Grandes Lojas.
O novo Grão-Mestre tinha grandes esperanças para a Maçonaria, tendo uma teoria de que era pré-cristã e poderia servir à causa da humanidade como uma religião universal. No entanto, seus negócios autocráticos com lojas comuns lhe renderam poucos amigos fora de Londres, e provocaram uma rebelião aberta e uma nova Grande Loja de Wigan no noroeste. Dentro da Grande Loja, a oposição centrou-se na Caridade Maçônica. Robert Crucefix lançou a Revisão Trimestral do Maçom para promover a caridade, para envolver os maçons no argumento mais amplo de reforma social. A administração complacente e inapta do conde de Zetland jogou a Grande Loja nas mãos dos reformadores e, no final da década de 1870, a Maçonaria inglesa tornou-se uma expressão perfeita das aspirações das classes médias iluminadas.